# تشارلز كارول
تشارلز كارول (بالإنجليزية: Charles Carroll)‏ هو سياسي أمريكي، ولد في 22 مارس 1723 في أنابولس في الولايات المتحدة، وتوفي في 23 مارس 1783 في مقاطعة بالتيمور في الولايات المتحدة.